# Kur Kuath
Kur Nyok Kuath (Khartum, 12 agosto 1998) è un cestista sudsudanese con cittadinanza statunitense.